# هویت سازمانی

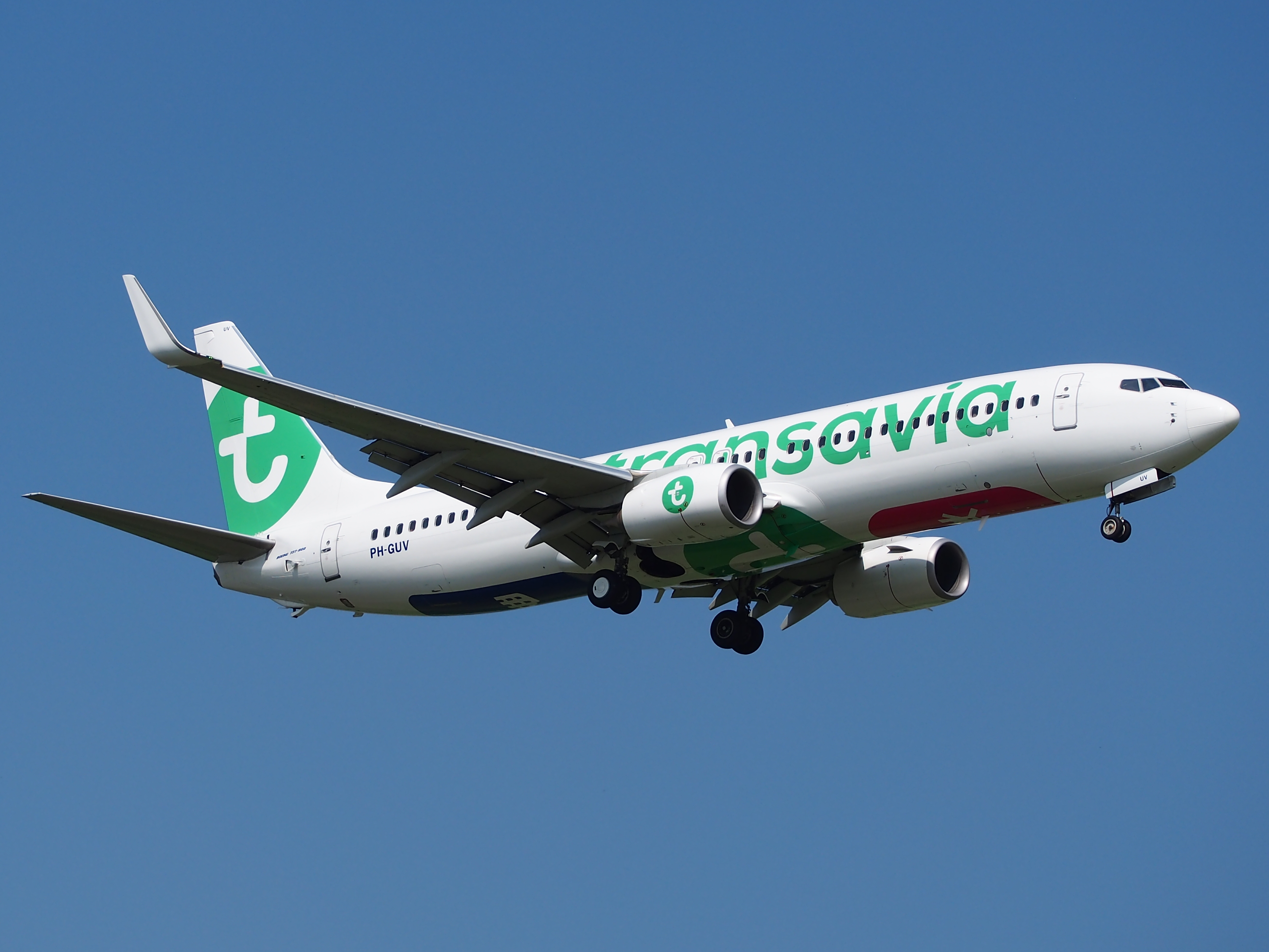
هویت سازمانی

هویت سازمانی (به انگلیسی: Corporate identity) هویت شرکت یا هویت نام تجاری، تصویر کلی از یک شرکت، ابرشرکت یا یک کسب‌وکار در ذهن عموم مردم، مانند مشتریان، سرمایه‌گذاران و کارمندان می‌باشد و در واقع شخصیت یا هویتی بصری است، که می‌تواند در مورد گروهی از محصولات مشابه یا خدمات هم‌خانواده از یک منبع مشترک، تحقق یابد، که معمولاً بر بازار فروش خاص یا فعالیت اقتصادی عمومی یک شرکت تأثیرگذار است. هویت سازمانی شامل نشانه-نوشته، رنگ، نام، شکل بسته‌بندی و شعارهای تبلیغاتی بوده و می‌تواند در مورد یک برند یا نماد بازرگانی یا یک فروشگاه به کار رود.

## مدل VCI در طراحی هویت برند سازمان

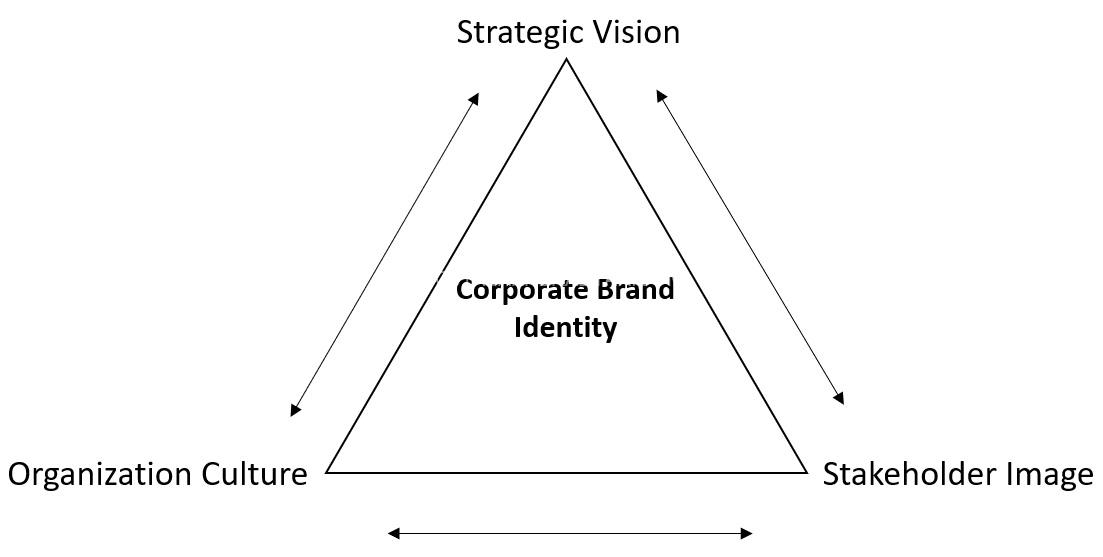

- الف) چشم‌انداز استراتژیک (Strategic Vision)

طبق نظر هَچ و شولتز، چشم‌انداز عبارت است از: «آرمان‌های عالی که سازمان در آینده قصد به دست آوردن آن را دارد». البته یوپ کورنلیسن در کتاب خود (Corporate Communications: Theory and Practice)، چشم‌انداز را «آرزوی مدیران ارشد برای سازمان» تعریف می‌کند که به نظر ساده شده همین تعریف هَچ و شولتز است. پس نتیجه می‌گیریم طبق مدل VCI، اولین محوری که بر هویت برند سازمان شما تأثیر می‌گذارد، چشم‌انداز برند شما است. اینکه سازمان شما در آینده قصد دارد به کدام سمت حرکت نماید، بر هویت آن تأثیر جدی خواهد گذاشت.
- ب) فرهنگ سازمانی (Organizational Culture)

به عقیده هَچ و شولتز، فرهنگ سازمانی، دومین عامل تأثیرگذار بر روی هویت برند سازمان شماست. طبق نظر این دو نفر، فرهنگ سازمانی عبارت است از: «ارزش‌های داخلی، اعتقادات و مفروضات اساسی است که احساس کارکنان نسبت به سازمان را تجلی می‌بخشد». انتقاد اصلی که به تعریف فرهنگ سازمانی این دو نفر وارد می‌گردد این است که در این نوع تعریف از فرهنگ سازمانی، شما هیچ نوع عملکرد بیرونی نمی‌توانید از کارکنان ببینید که متجلی فرهنگ سازمان باشد. به معنای دیگر، فرض کنید شما از فردا می‌خواهید از این مدل استفاده کرده و برای سازمان خود، هویت طراحی کنید. حال سؤال اساسی این است که من چطور می‌توانم برای سازمان خود فرهنگ ایجاد کنم؟آیا همین که از فردا به کارکنان بگویم، بچه‌ها از فردا باید این احساس و ارزش در سازمان ما وجود داشته باشد، آن ارزش ایجاد می‌شود؟قطعاً فرهنگ سازمانی چیزی نیست که با بیانیه خواندن بتوان آن را به وجود آورد و نیاز به زمان و از همه مهم‌تر برنامه اجرایی و عملیاتی دارد. به همین دلیل ترجیح دادم تعریف دیگری برای شما ارائه کنم که کاربرد بیشتری نسبت به تعریف هَچ و شولتز دارد. آندره هوچینسکی و دیوید بوکانِن در کتاب رفتار سازمانی خود (Organizational Behaviour: An Introductory Text) فرهنگ سازمانی را اینگونه تعریف می‌نمایند: «ارزش‌ها، باورها و هنجارهای مشترکی که بر نحوه تفکر، احساس و عملکرد کارکنان نسبت به دیگران در داخل و خارج از سازمان تأثیر می‌گذارد». این تعریف را می‌توان جامع‌تر ارزیابی نمود زیرا هم جنبه ارزش‌ها و احساسات را مطرح می‌نماید و هم اشاره دقیقی به بحث عملکرد کارکنان دارد؛ یعنی من اگر بخواهم فرهنگ خاصی را در سازمان خود ایجاد نمایم حتماً باید سلسله فعالیت‌هایی را تعریف نمایم که طبق آنها و بعد از مدتی معین، فرهنگ خاصی در سازمان من ایجاد گردد. برای جمع‌بندی این بخش باید بیان نمود که دومین عاملی که بر هویت برند سازمان شما تأثیرگذار خواهد بود، فرهنگ سازمانی شما است و باید فرهنگ سازمانی خود را به نحوی طراحی نمایید که با هویت سازمان شما همخوانی لازم را داشته باشد.
- ج) تصویر ذی‌نفعان (Stakeholder Image)

آخرین شاخصی که هَچ و شولتز برای طراحی هویت سازمان تعریف می‌نمایند، تصویر ذی‌نفعان از برند سازمان است. طبق نظر آنها، تصویر ذی‌نفعان عبارت است از: «برداشت کلی جهان خارج از سازمان مانند سهام‌داران، مشتریان، رسانه‌ها، عموم مردم و … از برند سازمان». بعد از مدتی فعالیت، ذی‌نفعان تصویر خاصی از برند در ذهن خود ایجاد نموده و ارتباط خاصی با این برند سازمان برقرار می‌نمایند. پس سومین عاملی که باید در طراحی هویت سازمان به آن توجه نماییم این موضوع است که ما می‌خواهیم چه تصویری از برند سازمان خود در ذهن ذی‌نفعان ایجاد نماییم. معمولاً شخصیت برند نقش مهمی در این حوزه ایفا می‌نماید. تصویر بالا، تعامل این چهار عنصر (هویت، چشم‌انداز، فرهنگ و تصویر) را به خوبی نشان داده و بیان می‌کند این چهار عنصر مرتباً بر روی یکدیگر تأثیر می‌گذارند. به این معنی که نه تنها فرهنگ سازمان شما بر روی هویت برند سازمان شما تأثیرگذار است بلکه هویت سازمان شما نیز بر فرهنگ‌تان تأثیر می‌گذارد. همچنین فرهنگ سازمان شما بر روی چشم‌انداز سازمان و برعکس نیز تأثیرگذار است. پس می‌توان نتیجه گرفت برندسازی سازمانی مناسب زمانی به صورت کارا صورت می‌گیرد که تعریف مناسبی از هر چهار عنصر به عمل آمده و رابطه میان این عناصر به خوبی تعریف گردد. البته در مدل VCi هَچ و شولتز، مفهوم دیگری به نام شکاف (Gap) وجود دارد. هَچ و شولتز بیان می‌نمایند که شکاف بین هر عنصر با عنصر دیگری می‌تواند در نهایت یک ناسازگاری در هویت برند سازمان ایجاد نماید و مدیران و کارکنان برند باید تمام تلاش خود را به کار گیرند که این شکاف‌ها را به حداقل میزان خود برسانند.

## هویت بصری سازمان
هویت بصری تفاوت زیادی با هویت سازمانی دارد. در واقع هویت بصری بخشی از هویت سازمانی است که به بیان بصری سازمان می پردازد. این فعالیت نقش مهمی در نحوه ارائه خود سازمان به ذینفعان داخلی و خارجی دارد. به طور کلی، هویت بصری شرکت بیانگر ارزش ها و جاه طلبی های یک سازمان، کسب و کار و ویژگی های آن است. چهار کارکرد هویت بصری شرکت را می توان متمایز کرد. سه مورد از اینها برای ذینفعان خارجی هدف قرار گرفته است.
1. اول، یک هویت بصری سازمانی، سازمان را با دید و "قابلیت تشخیص" فراهم می کند. تقریباً برای همه سازمان‌های انتفاعی و غیرانتفاعی، این مهم است که مردم بدانند سازمان وجود دارد و نام و تجارت اصلی آن را در زمان مناسب به خاطر بسپارند.
2. دوم، هویت بصری سازمانی نماد یک سازمان برای ذینفعان خارجی است، و از این رو، به تصویر و شهرت آن کمک می کند (شولتز، هاچ و لارسن، 2000). ون دن بوش، دی جونگ و الوینگ (2005) روابط احتمالی بین هویت بصری شرکت و شهرت را بررسی کردند و به این نتیجه رسیدند که هویت بصری شرکت نقش حمایتی در شهرت شرکت دارد.
3. سوم، هویت بصری سازمانی ساختار یک سازمان را برای ذینفعان خارجی آن بیان می‌کند و انسجام آن و همچنین روابط بین بخش‌ها یا واحدها را تجسم می‌کند. در یک از کتاب های Wally Olins در سال (1989) آمده است که به دلیل "ساختار هویت سازمانی" خود که از سه مفهوم تشکیل شده است شناخته میشود : برندهای یکپارچه برای شرکت هایی که دارای یک نام تجاری واحد هستند، هویتی که در آن مارک های مختلف برای بخش هایی از سازمان یا برای خطوط تولید مختلف توسعه می یابد، و یک هویت تایید شده با برندهای مختلف که ( به صورت بصری) به یکدیگر متصل هستند. اگرچه این مفاهیم معرفی شده توسط Olins اغلب به عنوان ساختار هویت سازمانی ارائه می شود، آنها صرفاً نشانه ای از ارائه بصری (بخش هایی از) سازمان را ارائه می دهند. بنابراین بهتر است آن را به عنوان «ساختار هویت بصری شرکتی» توصیف کنیم.
4. چهارمین کارکرد داخلی هویت بصری سازمانی مربوط به شناسایی کارکنان با سازمان به عنوان یک کل و/یا بخش های خاصی است که برای آنها کار می کنند (بسته به استراتژی بصری شرکت در این رابطه). به نظر می رسد شناسایی برای کارکنان بسیار مهم است، و هویت بصری شرکت احتمالاً نقشی نمادین در ایجاد چنین هویتی ایفا می کند.

### مدیریت هویت بصری شرکتی
مدیریت هویت بصری سازمانی شامل نگهداری برنامه ریزی شده، ارزیابی و توسعه هویت بصری شرکت و همچنین ابزارها و پشتیبانی مرتبط، پیش بینی تحولات در داخل و خارج سازمان، و مشارکت دادن کارکنان در به کارگیری آن، با هدف کمک به شناسایی کارکنان است. با و قدردانی از سازمان و همچنین شناخت و قدردانی در بین ذینفعان خارجی.
توجه ویژه ای به هویت سازمانی در زمان تغییر سازمانی می شود. هنگامی که یک هویت شرکتی جدید اجرا می شود، توجه به مسائل مربوط به هویت شرکتی معمولاً کاهش می یابد. با این حال، هویت سازمانی باید بر اساس ساختاری مدیریت شود تا توسط کارکنان درونی شود و با تحولات سازمانی آتی هماهنگ شود.
تلاش برای مدیریت هویت بصری شرکت منجر به سازگاری بیشتر خواهد شد و ترکیب مدیریت هویت بصری شرکت باید شامل جنبه‌های ساختاری، فرهنگی و استراتژیک باشد. دستورالعمل ها، رویه ها و ابزارها را می توان به عنوان جنبه های ساختاری مدیریت هویت بصری شرکت خلاصه کرد.
با این حال، به همان اندازه که جنبه های ساختاری ممکن است مهم باشند، باید با دو نوع دیگر از جنبه ها تکمیل شوند. در میان جنبه های فرهنگی مدیریت هویت بصری شرکتی، اجتماعی شدن - یعنی فرآیندهای یادگیری رسمی و غیر رسمی، بر ثبات هویت بصری شرکت تأثیر می گذارد. مدیران به عنوان یک الگو مهم هستند و به وضوح می توانند الگو باشند. این بدان معناست که آنها باید از تأثیر رفتار خود آگاه باشند، که بر نحوه رفتار کارکنان تأثیر می گذارد. اگر مدیران به نحوه انتقال هویت سازمان خود از جمله استفاده از هویت بصری سازمانی توجه کنند، این امر بر توجه کارکنان به هویت بصری شرکت تأثیر مثبت خواهد داشت.
علاوه بر این، به نظر می رسد مهم است که سازمان با جنبه های استراتژیک هویت بصری شرکت ارتباط برقرار کند. کارکنان باید از هویت بصری سازمانی خود آگاهی داشته باشند. در طراحی نه تنها دلایل کلی استفاده از هویت بصری شرکت، مانند نقش آن در افزایش دید و "تشخیص" سازمان باید وجود داشته باشد، بلکه جنبه هایی از داستان پشت آن هویت بصری شرکت نیز لازم به توضیح است. چرا که طرح نهایی متناسب با سازمان میباشد، و طراحی برای بیان تمام عناصرش در نظر گرفته شده است.